# Kwartier van Frederik Hendrik
Het kwartier van Frederik Hendrik of Kwartier van de Prins in Vught was een Staats legerkamp dat gebouwd werd tijdens het Beleg van 's-Hertogenbosch in 1629. Van de vijf kwartieren die rond de stad gebouwd werden tijdens de belegering was deze verreweg het grootste. In dit kwartier waren ongeveer 20.000 militairen gestationeerd.
In het oosten werd dit kwartier begrensd door de huidige Pestdijk. De zuidgrens van het kwartier lag waar nu Afslag Vught is op de A2. De noordgrens is iets ten zuiden van de A65, terwijl de westgrens iets ten westen van de Spoorlijn Utrecht - Boxtel lag.
Frederik Hendrik van Oranje had de leiding over het kwartier en verbleef op het Heymshuis. Dit huis is later omgedoopt tot het Kasteel Maurick. Dit kasteel viel net buiten het kwartier. Het had wel een gracht, zodat het beschermd was tegen eventuele aanvallen. De ingang van het kasteel lag wel in het beschermde kwartier.
Na het beleg van 's-Hertogenbosch heeft de Prins zijn hoge gasten in Vught ontvangen. Een paar dagen na het beleg waren zij ook te gast bij de eerste gereformeerde dienst in de Sint-Janskathedraal. De hoge gasten mochten genieten van de uittocht van de religieuzen uit 's-Hertogenbosch die hun heil in het zuiden zochten. De gasten hadden hun verblijf in kasteel Oud-Herlaar.